# 149 av. J.-C.
Cette page concerne l'année 149 av. J.-C. du calendrier julien proleptique.

## Événements
- 8 janvier (1er janvier 605 du calendrier romain) : début à Rome du consulat de Manius Manilius et Lucius Marcius Censorinus[1].
  - Début de la troisième guerre punique (fin en 146 av. J.-C.). Le Sénat romain déclare la guerre à Carthage. Arrivée d'une ambassade punique. Rome exige que 300 otages, enfants issus des familles nobles, soient envoyés à Lilybaeum en Sicile[2].

- Printemps[3] : les consuls L. Marcius Censorius (flotte) et M. Manilius (armée) rassemblent en Sicile 80 000 hommes et 4 000 cavaliers et débarquent à Utique qui a fait défection. Ils exigent que Carthage rende les armes, ce qui est fait, puis que la ville soit détruite et rebâtie à l’intérieur des terres, ce que la population ne peut accepter ; les partisans de Rome et des marchands italiens sont massacrés dans une émeute. Le parti patriotique reprend le pouvoir et les habitants travaillent à forger de nouvelles armes[2].
- Été : Les Romains mettent le siège devant Carthage qui résiste farouchement, tandis que sous le commandement d’Hasdrubal, une armée de 25 à 30 000 hommes se concentre à l’intérieur, au camp de Néphéris[4].

- Début du règne en Inde d'Agnimitra, roi des Shunga, qui succède à son père Pushyamitra (fin vers 141 av. J.-C.)[5].

- Andriscos, un aventurier qui a pris le nom de Philippe et se dit fils de Persée, soulève la Macédoine contre Rome à partir de la Thrace. Il fait alliance avec Carthage, bat les forces locales qui tentent de réprimer le mouvement à deux reprises en 150/149 av. J.-C. et envahit même la Thessalie. Une armée romaine sous les ordres du préteur Q. Caecilius Metellus vainc Andriscos et le fait prisonnier à la seconde bataille de Pydna à l’automne 148 av. J.-C.[6].
- Nicomède II est proclamé roi de Bithynie en compétition avec son père Prusias II avec l'appui d'Attale II de Pergame (fin de règne en 127 av. J.-C.). Attale II vainc et détrône Prusias II, qu’il fait assassiner par les soldats de son fils Nicomède II Épiphane, lui-même menacé d’être mis à mort par son père. Puis il soumet la Pamphylie où il fonde Attaleia[7].

- Début supposé du règne de Tigrane Ier, roi d'Arménie (123-95 av. J.-C.[8] ou 149-123 av. J.-C.[9]).

- Alexandre Ier Balas épouse à Ptolémaïs (Akko) la fille de Ptolémée VI Philometor, Cléopâtre Théa[10]. À cette occasion, Jonathan est nommé gouverneur civil et militaire (stratégos et méridarque) de Judée[11].
- Scipion Émilien sert comme tribun militaire en Afrique[12].
- Le tribun L. Calpurnius Piso Frugi fait passer une loi créant des tribunaux permanents à Rome (quaestiones perpetuae) pour juger les crimes d’extorsion de fonds des magistrats en province (de pecunis repetundis). Le Sénat décide que leurs jurys seraient exclusivement composés de sénateurs, ce qui provoque la réaction de la classe équestre, directement concernée dans son activité professionnelle. D’autres tribunaux permanents seront créés par la suite : assassinats et empoisonnements (de sicariis et veneficis), brigue (de ambitu), péculat (de peculatu)[13].

## Décès
- Caton l'Ancien (né en -234 à Tusculum).
- Prusias II.
- Artavazde Ier d'Arménie.